# ビルボード・ジャパン・ミュージック・アワード
ビルボード・ジャパン・ミュージック・アワード（Billboard JAPAN MUSIC AWARDS）は、米国の週刊音楽業界誌「ビルボード」と、同誌からライセンスを得て「ビルボードジャパン」を運営する阪神コンテンツリンクが主催する音楽業界向けに商業音楽分野を対象とした賞（ミュージックアワード）。ビルボード・ミュージック・アワード（Billboard MUSIC AWARDS）の日本版として2009年度より開始された。

## 概要
その年度のビルボードジャパン1年間のチャートを元に、年間チャート1位を表彰する「チャート部門」と、音楽ファンからの投票によって決まる「アーティスト部門」等によって構成される。
チャート部門
ビルボードジャパンで設定されている11のチャート（2022年現在）の各年間1位を対象に贈られる。詳しいチャート算出基準についてはBillboard Japan Hot 100#チャート構成を参照。
- Billboard JAPAN Hot 100 of the Year（総合シングルチャート）
- Billboard JAPAN Hot Albums of the Year（総合アルバムチャート、2015年開始）
- Billboard JAPAN Top Singles Sales of the Year（シングルセールスチャート）
- Billboard JAPAN Hot Animation of the Year（アニメソング、声優による楽曲を対象にしたチャート、2011年開始）
- Billboard JAPAN Top Albums Sales of the Year（アルバムセールスチャート）
- Billboard JAPAN Streaming Songs of the Year（ストリーミングサービスチャート、2017年開始）
- Billboard JAPAN Download Songs of the Year（楽曲単位のダウンロードセールスチャート、2017年開始）
- Billboard JAPAN Download Albums of the Year（アルバム単位のダウンロードセールスチャート、2017年開始）
- Billboard JAPAN Heatseekers Songs of the Year（チャート急上昇のアーティストの楽曲のチャート、2021年開始）
- Billboard JAPAN TOP User Generated Songs of the Year（ユーザー生成コンテンツの楽曲のチャート、2021年開始）
- Billboard JAPAN TikTok Songs of the Year（TikTokでの音楽動画再生数チャート、2022年開始）
- Billboard JAPAN ニコニコ VOCALOID SONGS of the Year（ニコニコ動画でのVOCALOID及び音声合成ソフトを使用した楽曲の動画再生数チャート、2023年開始）
- Billboard JAPAN Global Japan Songs Excl. Japan of the Year（日本を除いた世界における日本の楽曲のチャート、2024年開始）
- 廃止されたチャート
  - Billboard JAPAN Digital and Airplay Overseas of the Year（iTunes Storeでのダウンロード配信とラジオ放送回数による国内洋楽チャート、2011年開始、2014年からHot Overseas of the Yearに移行）
  - Billboard JAPAN Hot Overseas of the Year（総合洋楽チャート、2014年 - 2020年）
  - Billboard JAPAN Adult Contemporary of the Year（35歳以上のアダルト層を対象としたラジオ番組での放送回数によるエアプレイチャート、2014年まで）
  - Billboard JAPAN Independent of the Year（インディーズシングル・アルバムセールスチャート、2014年まで）
  - Billboard JAPAN Overseas Soundtrack Albums（洋楽サウンドトラックアルバムセールスチャート、2014年まで）
  - Billboard JAPAN Radio Songs of the Year（ラジオ放送回数によるエアプレイチャート、旧称Airplay of the Year、2016年まで）
  - Billboard JAPAN Top Classical Albums of the Year（クラシックアルバムのセールスチャート、2016年まで）
  - Billboard JAPAN Top Jazz Albums of the Year（ジャズアルバムのセールスチャート、2016年まで）

アーティスト部門
2013年までは各チャートで1度でも1位を取ったアーティストをノミネート対象とし、インターネット及び携帯サイトでの一般投票で決められる。 5つ（2009年、2010年は4つ）の部門ごとの賞に加え、全投票での最多得票を獲得したアーティストに贈られる「アーティスト・オブ・ザ・イヤー」で構成される。
- Billboard JAPAN Artist of the Year（最優秀アーティスト賞）
- Billboard JAPAN Top Pop Artist（優秀ポップアーティスト賞）
  - Hot 100、シングル、アルバム、エアプレイの4チャートを対象としており、受賞者数もこれのみ上位5組（2009年は4組）となっている。

- Billboard JAPAN Jazz Artist of the Year（優秀ジャズアーティスト賞）
- Billboard JAPAN Classic Artist of the Year（優秀クラシックアーティスト賞）
- Billboard JAPAN Animation Artist of the Year（優秀アニメソングアーティスト賞、2011年開始）
- Billboard JAPAN Independent Artist of the Year（優秀インディーズアーティスト賞）

2014年・2015年はBillboard JAPAN Hot 100 of the Yearにランクインした100曲を対象とし、チャート発表日の12月12日から31日までの間に、Twitter上での「#BJMA（その年度の西暦、2014年ならば「#BJMA2014」）」のハッシュタグとアーティスト名・曲名を含んだ全てのツイートと、第一興商のカラオケサービスでの選曲数を集計し、50:50の割合で合算してランキングを決定、1位の楽曲がアーティスト・オブ・ザ・イヤーに選ばれる。
2016年からはチャート算出に用いられる、CDの売り上げ枚数、ダウンロード数、CD取り込み時の参照回数、ストリーミング数、ラジオでの再生回数、ツイート数、動画再生数の各指標のポイントを通年で合算した総得点でアーティスト・オブ・ザ・イヤーを決定している。
その他各賞
その年デビューし、Hot100でもっとも多くのポイントを獲得したアーティストに贈られる「新人賞」、日本やアメリカ、韓国などの各国のビルボード編集部が選出する「特別賞」、特別協賛の大和ハウス工業を冠し、「過去1年間に最も精力的にライブ活動をおこなったアーティスト」に贈られる「大和ハウス工業株式会社特別賞」などがあった。
2020年からランキングデータに作詞家と作曲家の情報が追加されることになったため、それに先行する形で2019年からは年間チャートを元にランクイン楽曲を手がけた作詞家・作曲家の年間総合ランキングを作成、それぞれ第1位を「TOP Lyricists of the Year」「TOP Composers of the Year」として発表している。

## 授賞式・テレビ放送
授賞式は2011年までは当該年次の翌年1月末または2月頭に、2012年以降は当該年の12月中旬に、Billboard Live TOKYO、東京ミッドタウン等を会場に行われる。
当日の模様は2009年度、2010年度はフジテレビNEXTにて、2011年度から2013年度はテレビ大阪の制作、テレビ東京系列にて放送された。歴代司会者は以下の通り。
| 年度   | 司会者                         |
| ------ | ------------------------------ |
| 2009年 | 小倉智昭、亀井京子、南美布     |
| 2010年 | 小倉智昭、亀井京子、岡田マリア |
| 2011年 | クリス・ペプラー、八塩圭子     |
| 2012年 | 三宅裕司、ホラン千秋           |
| 2013年 | 三宅裕司、ホラン千秋           |

## 最優秀賞
| 年度 | Hot 100 of the Year                                    | Artist of the Year |
| ---- | ------------------------------------------------------ | ------------------ |
| 2009 | B'z「イチブトゼンブ」                                  | EXILE              |
| 2010 | 嵐「Troublemaker」                                     | EXILE              |
| 2011 | AKB48「Everyday、カチューシャ」                        | AKB48              |
| 2012 | AKB48「真夏のSounds good !」                           | AKB48              |
| 2013 | AKB48「恋するフォーチュンクッキー」                    | AKB48              |
| 2014 | 嵐「GUTS!」                                            | 西野カナ           |
| 2015 | 三代目J Soul Brothers from EXILE TRIBE「R.Y.U.S.E.I.」 | 西野カナ           |
| 2016 | AKB48「翼はいらない」                                  | AKB48              |
| 2017 | 星野源「恋」                                           | 星野源             |
| 2018 | 米津玄師「Lemon」                                      | 米津玄師           |
| 2019 | 米津玄師「Lemon」                                      | あいみょん         |
| 2020 | YOASOBI「夜に駆ける」                                  | Official髭男dism   |
| 2021 | 優里「ドライフラワー」                                 | BTS                |
| 2022 | Aimer「残響散歌」                                      | Ado                |
| 2023 | YOASOBI「アイドル」                                    | YOASOBI            |
| 2024 | Creepy Nuts「Bling-Bang-Bang-Born」                    | Mrs. GREEN APPLE   |

## 各年の受賞者

### 2009年
- チャート部門
  - Billboard JAPAN Hot 100 of the Year 2009：B'z「イチブトゼンブ」
  - Billboard JAPAN Album of the Year 2009：EXILE「EXILE BALLAD BEST」
  - Billboard JAPAN Hot 100 Airplay of the Year 2009：ROCK'A'TRENCH「My SunShine」　
  - Billboard JAPAN Hot 100 Singles Sales of the Year 2009：秋元順子「愛のままで…」
  - Billboard JAPAN Adult Contemporary of the Year 2009：ブラック・アイド・ピーズ「アイ・ガッタ・フィーリング」
  - Billboard JAPAN Jazz Albums of the Year 2009：上原ひろみ「プレイス・トゥ・ビー」
  - Billboard JAPAN Classical Albums of the Year 2009：辻井伸行「debut」
  - Billboard JAPAN Overseas Soundtrack Albums of the Year 2009：マイケル・ジャクソン「マイケル・ジャクソン THIS IS IT」
  - Billboard JAPAN Independent of the Year 2009：flumpool「Unreal」
- アーティスト部門
  - アーティスト・オブ・ザ・イヤー：EXILE
  - 優秀ポップアーティスト賞：EXILE、コブクロ、AI、レミオロメン
  - 優秀ジャズアーティスト賞：akiko
  - 優秀クラシックアーティスト賞：辻井伸行
  - 優秀インディーズアーティスト賞：HY
  - 最優秀新人賞：遊助
  - 米国ビルボード特別賞：ジュディス・ヒル、BoA
  - ビルボードジャパン特別賞：VAMPS
  - 韓国ビルボード特別賞：AFTERSCHOOL

### 2010年
- チャート部門
  - Billboard JAPAN Hot 100 of the Year 2010:嵐「Troublemaker」
  - Billboard JAPAN Album of the Year 2010：EXILE「愛すべき未来へ」
  - Billboard JAPAN Hot 100 Airplay of the Year 2010：アウル・シティー「ファイアーフライズ」
  - Billboard JAPAN Hot 100 Singles Sales of the Year 2010：嵐「Troublemaker」[注釈 1]
  - Billboard JAPAN Adult Contemporary of the Year 2010：マルーン5「ミザリー」
  - Billboard JAPAN Jazz Albums of the Year 2010：ノラ・ジョーンズ「ザ・フォール」
  - Billboard JAPAN Classical Albums of the Year 2010：のだめカンタービレ「のだめカンタービレ 最終楽章」
  - Billboard JAPAN Overseas Soundtrack Albums of the Year 2010：マイケル・ジャクソン「マイケル・ジャクソン THIS IS IT」
  - Billboard JAPAN Independent of the Year 2010：Lia/多田葵「My Soul,Your Beats!/Brave Song」
- 新人賞：TEE「ベイビー・アイラブユー」
- 特別賞
  - インターナショナルコラボレーション特別賞：チャカ・カーン、AI
  - 韓国ビルボード特別賞：4minute
  - 大和ハウス工業株式会社特別賞：HY
- アーティスト部門
  - アーティスト・オブ・ザ・イヤー：EXILE
  - 優秀ポップアーティスト賞：AKB48、EXILE、シド、西野カナ、水樹奈々
  - 優秀ジャズアーティスト賞：J.A.M
  - 優秀クラシックアーティスト賞：のだめカンタービレ
  - 優秀インディーズアーティスト賞：HY

### 2011年
- チャート部門
  - Billboard JAPAN Hot 100 of the Year 2011：AKB48「Everyday、カチューシャ」
  - Billboard JAPAN TOP Album of the Year 2011：Mr.Children「SENSE」
  - Billboard JAPAN Hot 100 Airplay of the Year 2011：アヴリル・ラヴィーン「ワット・ザ・ヘル」
  - Billboard JAPAN Hot 100 Singles Sales of the Year 2011：AKB48「Everyday、カチューシャ」
  - Billboard JAPAN Adult Contemporary of the Year 2011：レディー・ガガ「ボーン・ディス・ウェイ」
  - Billboard JAPAN Digital and Airplay Overseas of the Year 2011：レディー・ガガ「ボーン・ディス・ウェイ」
  - Billboard JAPAN Hot Animation of the Year 2011：関ジャニ∞「T.W.L」
  - Billboard JAPAN Classical Albums of the Year 2011：辻井伸行「神様のカルテ〜辻井伸行自作集」
  - Billboard JAPAN Jazz Albums of the Year 2011：上原ひろみザ・トリオ・プロジェクト feat. アンソニー・ジャクソン&サイモン・フィリップス「ヴォイス」
  - Billboard JAPAN Independent of the Year 2011：AK-69「THE RED MAGIC」
  - Billboard JAPAN Overseas Soundtrack Albums of the Year 2011：「美男<イケメン>ですね」
- アーティスト部門
  - アーティスト・オブ・ザ・イヤー：AKB48
  - 優秀ポップアーティスト賞：アヴリル・ラヴィーン、AKB48、JUJU、T-ARA、東方神起
  - 優秀ジャズアーティスト賞：上原ひろみ
  - 優秀クラシックアーティスト賞：宮本笑里
  - 優秀アニメソングアーティスト賞：水樹奈々
  - 優秀インディーズアーティスト賞：AK-69
  - 米国ビルボード特別賞：由紀さおり
  - 韓国ビルボード特別賞：GUMMY
  - 大和ハウス工業株式会社特別賞：BIGMAMA
  - 新人賞：薫と友樹、たまにムック。「マル・マル・モリ・モリ!」

### 2012年
- チャート部門
  - Billboard JAPAN Hot 100 of the Year 2012：AKB48「真夏のSounds good !」
  - Billboard JAPAN TOP Album of the Year 2012：Mr.Children「Mr.Children 2005-2010 ＜macro＞」
  - Billboard JAPAN Hot 100 Airplay of the Year 2012：カーリー・レイ「グッド・タイム with アウル・シティー」
  - Billboard JAPAN Hot 100 Singles Sales of the Year 2012：AKB48「真夏のSounds good!」
  - Billboard JAPAN Digital and Airplay Overseas of the Year 2012：カーリー・レイ「グッド・タイム with アウル・シティー」
  - Billboard JAPAN Hot Animation of the Year 2012：福山雅治「生きてる生きてく」
  - Billboard JAPAN Adult Contemporary of the Year 2012：ノラ・ジョーンズ「ハッピー・ピルズ〜幸せの特効薬」
  - Billboard JAPAN Jazz Albums of the Year 2012：上原ひろみザ・トリオ・プロジェクト「MOVE」
  - Billboard JAPAN Classical Albums of the Year 2012：松井咲子「呼吸するピアノ」
  - Billboard JAPAN Independent of the Year 2012：絢香「The beginning」
  - Billboard JAPAN Overseas Soundtrack Albums of the Year 2012：ディズニー「ディズニー・デート〜声の王子様」
- アーティスト部門
  - アーティスト・オブ・ザ・イヤー：AKB48
  - 優秀ポップアーティスト賞：AKB48、Mr.Children、嵐、EXILE、安室奈美恵
  - 優秀ジャズアーティスト賞：ノラ・ジョーンズ
  - 優秀クラシックアーティスト賞：辻井伸行
  - 優秀アニメソングアーティスト賞：水樹奈々
  - 優秀インディーズアーティスト賞：ゴールデンボンバー
  - 大和ハウス工業株式会社特別賞：BIGMAMA
  - 新人賞：家入レオ

### 2013年
- チャート部門
  - Billboard JAPAN Hot 100 of the Year 2013：AKB48「恋するフォーチュンクッキー」
  - Billboard JAPAN TOP Album of the Year 2013：嵐「LOVE」
  - Billboard JAPAN Hot Top Airplay of the Year 2013：ダフト・パンク「ゲット・ラッキー feat.ファレル・ウィリアムス」
  - Billboard JAPAN Hot Singles Sales of the Year 2013：AKB48「さよならクロール」
  - Billboard JAPAN Hot Animation of the Year 2013：Linked Horizon「紅蓮の弓矢」
  - Billboard JAPAN Digital and Airplay Overseas of the Year 2013：ダフト・パンク「ゲット・ラッキー feat.ファレル・ウィリアムス」
  - Billboard JAPAN Classical Albums of the Year 2013：大友直人、東京交響楽団「佐村河内守 作曲:交響曲第1番《HIROSHIMA》」
  - Billboard JAPAN Jazz Albums of the Year 2013：八代亜紀「夜のアルバム」
  - Billboard JAPAN Independent of the Year 2013：矢沢永吉「ALL TIME BEST ALBUM」
  - Billboard JAPAN Overseas Soundtrack Albums of the Year 2013：「レ・ミゼラブル〜サウンドトラック」
  - Billboard JAPAN Adult Contemporary of the Year 2013：ダフト・パンク「ゲット・ラッキー feat.ファレル・ウィリアムス」
- アーティスト部門
  - アーティスト・オブ・ザ・イヤー：AKB48
  - 優秀ポップアーティスト賞：AKB48、嵐、きゃりーぱみゅぱみゅ、EXILE、B'z
  - 優秀ジャズアーティスト賞：八代亜紀
  - 優秀クラシックアーティスト賞：大友直人、東京交響楽団
  - 優秀アニメソングアーティスト賞：Linked Horizon
  - 優秀インディーズアーティスト賞：ゴールデンボンバー
  - 大和ハウス工業株式会社特別賞：モーニング娘。
  - 新人賞：ケラケラ

### 2014年
- アーティスト・オブ・ザ・イヤー：西野カナ「Darling」
- チャート部門
  - Billboard JAPAN Hot 100 of the Year 2014：嵐「GUTS!」
  - Billboard JAPAN TOP Album of the Year 2014：「アナと雪の女王オリジナル・サウンドトラック-デラックス・エディション-」
  - Billboard JAPAN Hot Top Airplay of the Year 2014：ファレル・ウィリアムス「ハッピー」
  - Billboard JAPAN Hot Singles Sales of the Year 2014：AKB48「ラブラドール・レトリバー」
  - Billboard JAPAN Adult Contemporary of the Year 2014：ファレル・ウィリアムス「ハッピー」
  - Billboard JAPAN Hot Overseas of the Year 2014：ファレル・ウィリアムス「ハッピー」
  - Billboard JAPAN Hot Animation of the Year 2014：松たか子「レット・イット・ゴー〜ありのままで〜」
  - Billboard JAPAN Classical Albums of the Year 2014：精華女子高等学校吹奏楽部「熱血!ブラバン少女」
  - Billboard JAPAN Jazz Albums of the Year 2014：上原ひろみ ザ・トリオ・プロジェクト「ALIVE」
  - Billboard JAPAN Independent of the Year 2014：μ's「タカラモノズ」
  - Billboard JAPAN Overseas Soundtrack Albums of the Year 2014：「アナと雪の女王オリジナル・サウンドトラック-デラックス・エディション-」

### 2015年
- アーティスト・オブ・ザ・イヤー：西野カナ「トリセツ」
- チャート部門
  - Billboard JAPAN Hot 100 of the Year 2015：三代目 J Soul Brothers from EXILE TRIBE「R.Y.U.S.E.I.」
  - Billboard JAPAN Hot Album of the Year 2015：DREAMS COME TRUE「DREAMS COME TRUE THE BEST! 私のドリカム」
  - Billboard JAPAN Top Singles Sales of the Year 2015：嵐「青空の下、キミのとなり」
  - Billboard JAPAN Radio Songs of the Year 2015：マーク・ロンソン「アップタウン・ファンク feat.ブルーノ・マーズ」
  - Billboard JAPAN Hot Animation of the Year 2015：UNISON SQUARE GARDEN「シュガーソングとビターステップ」
  - Billboard JAPAN Hot Overseas of the Year 2015：カーリー・レイ・ジェプセン「アイ・リアリー・ライク・ユー」
  - Billboard JAPAN Top Albums of the Year 2015：嵐「Japonism」
  - Billboard JAPAN Classical Albums of the Year 2015：「四月は君の嘘 僕と君との音楽帳」
  - Billboard JAPAN Jazz Albums of the Year 2015：ダイアナ・クラール「ウォールフラワー」

### 2016年
- アーティスト・オブ・ザ・イヤー： 「AKB48」
- チャート部門
  - Billboard JAPAN Hot 100 of the Year 2016：AKB48「翼はいらない」
  - Billboard JAPAN Hot Album of the Year 2016：宇多田ヒカル「Fantôme」
  - Billboard JAPAN Top Singles Sales of the Year 2016：AKB48「翼はいらない」
  - Billboard JAPAN Radio Songs of the Year 2016：RADWIMPS「前前前世」
  - Billboard JAPAN Hot Animation of the Year 2016：RADWIMPS「前前前世」
  - Billboard JAPAN Hot Overseas of the Year 2016：ジャスティン・ビーバー「ソーリー」
  - Billboard JAPAN Top Albums of the Year 2016：嵐「Are You Happy?」
  - Billboard JAPAN Top Classical Albums of the Year 2016：「0歳からの育脳クラシック」
  - Billboard JAPAN Top Jazz Albums of the Year 2016：上原ひろみ ザ・トリオ・プロジェクト「SPARK」

### 2017年
- アーティスト・オブ・ザ・イヤー： 「星野源」
- チャート部門
  - Billboard JAPAN Hot 100 of the Year 2017：星野源「恋」
  - Billboard JAPAN Hot Album of the Year 2017：安室奈美恵「Finally」
  - Billboard JAPAN Hot Animation of the Year 2017：DAOKO×米津玄師「打上花火」
  - Billboard JAPAN Hot Overseas of the Year 2017：エド・シーラン「シェイプ・オブ・ユー」
  - Billboard JAPAN Streaming Songs of the Year 2017：エド・シーラン「シェイプ・オブ・ユー」
  - Billboard JAPAN Download Songs of the Year 2017：星野源「恋」
  - Billboard JAPAN Download Albums of the Year 2017：Mr.Children「Mr.Children 1992-2002 Thanksgiving 25」
  - Billboard JAPAN Top Singles Sales of the Year 2017：AKB48「願いごとの持ち腐れ」
  - Billboard JAPAN Top Albums of the Year 2017：安室奈美恵「Finally」

### 2018年
- アーティスト・オブ・ザ・イヤー： 「米津玄師」
- チャート部門
  - Billboard JAPAN Hot 100 of the Year 2018：米津玄師「Lemon」
  - Billboard JAPAN Hot Album of the Year 2018：安室奈美恵「Finally」
  - Billboard JAPAN Hot Animation of the Year 2018：DAOKO×米津玄師「打上花火」
  - Billboard JAPAN Hot Overseas of the Year 2018：エド・シーラン「シェイプ・オブ・ユー」
  - Billboard JAPAN Streaming Songs of the Year 2018：DAOKO×米津玄師「打上花火」
  - Billboard JAPAN Download Songs of the Year 2018：米津玄師「Lemon」
  - Billboard JAPAN Download Albums of the Year 2018：「グレイテスト・ショーマン（オリジナル・サウンドトラック）」
  - Billboard JAPAN Top Singles Sales of the Year 2018：AKB48「Teacher Teacher」
  - Billboard JAPAN Top Albums of the Year 2018：安室奈美恵「Finally」

### 2019年
- アーティスト・オブ・ザ・イヤー： 「あいみょん」
- チャート部門
  - Billboard JAPAN Hot 100 of the Year 2019：米津玄師「Lemon」
  - Billboard JAPAN Hot Album of the Year 2019：嵐「5×20 All the BEST!! 1999-2019」
  - Billboard JAPAN Hot Animation of the Year 2019：あいみょん「ハルノヒ」
  - Billboard JAPAN Hot Overseas of the Year 2019：エド・シーラン「シェイプ・オブ・ユー」
  - Billboard JAPAN Streaming Songs of the Year 2019：あいみょん「マリーゴールド」
  - Billboard JAPAN Download Songs of the Year 2019：米津玄師「Lemon」
  - Billboard JAPAN Download Albums of the Year 2019：星野源「POP VIRUS」
  - Billboard JAPAN Top Singles Sales of the Year 2019：AKB48「サステナブル」
  - Billboard JAPAN Top Albums of the Year 2019：嵐「5×20 All the BEST!! 1999-2019」
- 作詞家・作曲家部門
  - Billboard JAPAN TOP Lyricists of the Year 2019：秋元康
  - Billboard JAPAN TOP Composers of the Year 2019：米津玄師

### 2020年
- アーティスト・オブ・ザ・イヤー：「Official髭男dism」
- チャート部門
  - Billboard JAPAN Hot 100 of the Year 2020：YOASOBI「夜に駆ける」
  - Billboard JAPAN Hot Album of the Year 2020：米津玄師「STRAY SHEEP」
  - Billboard JAPAN Hot Animation of the Year 2020：LiSA「紅蓮華」
  - Billboard JAPAN Hot Overseas of the Year 2020：ビリー・アイリッシュ「バッド・ガイ」
  - Billboard JAPAN Streaming Songs of the Year 2020：YOASOBI「夜に駆ける」
  - Billboard JAPAN Download Songs of the Year 2020：LiSA「紅蓮華」
  - Billboard JAPAN Download Albums of the Year 2020：米津玄師「STRAY SHEEP」
  - Billboard JAPAN Top Singles Sales of the Year 2020：AKB48「失恋、ありがとう」
  - Billboard JAPAN Top Albums of the Year 2020：米津玄師「STRAY SHEEP」
- 作詞家・作曲家部門
  - Billboard JAPAN TOP Lyricists of the Year 2020：藤原聡（Official髭男dism）
  - Billboard JAPAN TOP Composers of the Year 2020：藤原聡（Official髭男dism）

### 2021年
- アーティスト・オブ・ザ・イヤー：「BTS」
- チャート部門
  - Billboard JAPAN Hot 100 of the Year 2021：優里「ドライフラワー」
  - Billboard JAPAN Hot Album of the Year 2021：BTS「BTS, THE BEST」
  - Billboard JAPAN Hot Animation of the Year 2021：LiSA「炎」
  - Billboard JAPAN Streaming Songs of the Year 2021：優里「ドライフラワー」
  - Billboard JAPAN Download Songs of the Year 2021：優里「ドライフラワー」
  - Billboard JAPAN Download Albums of the Year 2021：YOASOBI「THE BOOK」
  - Billboard JAPAN Top Singles Sales of the Year 2021：Snow Man「Grandeur」
  - Billboard JAPAN Top Albums Sales of the Year 2021：BTS「BTS, THE BEST」
  - Billboard JAPAN Heatseekers Songs of the Year 2021：Ado「うっせぇわ」
  - Billboard JAPAN TOP User Generated Songs of the Year 2021：Kanaria「KING」
- 作詞家・作曲家部門
  - Billboard JAPAN TOP Lyricists of the Year 2021：Ayase
  - Billboard JAPAN TOP Composers of the Year 2021：Ayase

### 2022年
- アーティスト・オブ・ザ・イヤー：「Ado」
- チャート部門
  - Billboard JAPAN Hot 100 of the Year 2022：Aimer「残響散歌」
  - Billboard JAPAN Hot Album of the Year 2022：Snow Man「Snow Labo. S2」
  - Billboard JAPAN Hot Animation of the Year 2022：Aimer「残響散歌」
  - Billboard JAPAN Streaming Songs of the Year 2022：Tani Yuuki「W/X/Y」
  - Billboard JAPAN Download Songs of the Year 2022：Aimer「残響散歌」
  - Billboard JAPAN Download Albums of the Year 2022：Ado「ウタの歌 ONE PIECE FILM RED」
  - Billboard JAPAN Top Singles Sales of the Year 2022：Snow Man「オレンジkiss」
  - Billboard JAPAN Top Albums Sales of the Year 2022：Snow Man「Snow Labo. S2」
  - Billboard JAPAN Heatseekers Songs of the Year 2022：きゃない「バニラ」
  - Billboard JAPAN TOP User Generated Songs of the Year 2022：ピノキオピー「神っぽいな」
  - Billboard JAPAN TikTok Songs of the Year 2022：ぼっちぼろまる「おとせサンダー」
- 作詞家・作曲家部門
  - Billboard JAPAN TOP Lyricists of the Year 2022：Ayase
  - Billboard JAPAN TOP Composers of the Year 2022：Ayase

### 2023年
- アーティスト・オブ・ザ・イヤー：「YOASOBI」
- チャート部門
  - Billboard JAPAN Hot 100 of the Year 2023：YOASOBI「アイドル」
  - Billboard JAPAN Hot Album of the Year 2023：King & Prince「Mr.5」
  - Billboard JAPAN Hot Animation of the Year 2023：YOASOBI「アイドル」
  - Billboard JAPAN Streaming Songs of the Year 2023：YOASOBI「アイドル」
  - Billboard JAPAN Download Songs of the Year 2023：YOASOBI「アイドル」
  - Billboard JAPAN Download Albums of the Year 2023：結束バンド「結束バンド」
  - Billboard JAPAN Top Singles Sales of the Year 2023：King & Prince「Life goes on/We are young」
  - Billboard JAPAN Top Albums Sales of the Year 2023：King & Prince「Mr.5」
  - Billboard JAPAN Heatseekers Songs of the Year 2023：新しい学校のリーダーズ「オトナブルー」
  - Billboard JAPAN TOP User Generated Songs of the Year 2023：YOASOBI「アイドル」
  - Billboard JAPAN TikTok Songs of the Year 2023：HoneyWorks「可愛くてごめん (feat. かぴ)」
  - Billboard JAPAN ニコニコ VOCALOID SONGS of the Year 2023：ゆこぴ「強風オールバック」
- 作詞家・作曲家部門
  - Billboard JAPAN TOP Lyricists of the Year 2023：大森元貴
  - Billboard JAPAN TOP Composers of the Year 2023：大森元貴

### 2024年
- アーティスト・オブ・ザ・イヤー：「Mrs. GREEN APPLE」
- チャート部門
  - Billboard JAPAN Hot 100 of the Year 2024：Creepy Nuts「Bling-Bang-Bang-Born」
  - Billboard JAPAN Hot Album of the Year 2024：Snow Man「RAYS 」
  - Billboard JAPAN Hot Animation of the Year 2024：Creepy Nuts「Bling-Bang-Bang-Born」
  - Billboard JAPAN Streaming Songs of the Year 2024：Creepy Nuts「Bling-Bang-Bang-Born」
  - Billboard JAPAN Download Songs of the Year 2024：Creepy Nuts「Bling-Bang-Bang-Born」
  - Billboard JAPAN Download Albums of the Year 2024：Number_i「No.O -ring-」
  - Billboard JAPAN Top Singles Sales of the Year 2024：Snow Man「LOVE TRIGGER/We'll go together」
  - Billboard JAPAN Top Albums Sales of the Year 2024：Snow Man「RAYS」
  - Billboard JAPAN Heatseekers Songs of the Year 2024：こっちのけんと「はいよろこんで」
  - Billboard JAPAN TOP User Generated Songs of the Year 2024：Creepy Nuts「Bling-Bang-Bang-Born」
  - Billboard JAPAN TikTok Songs of the Year 2024：Creepy Nuts「Bling-Bang-Bang-Born」
  - Billboard JAPAN ニコニコ VOCALOID SONGS of the Year 2024：吉田夜世「オーバーライド」
  - Billboard JAPAN Global Japan Songs Excl. Japan of the Year 2024：Creepy Nuts「Bling-Bang-Bang-Born」
- 作詞家・作曲家部門
  - Billboard JAPAN TOP Lyricists of the Year 2024：大森元貴
  - Billboard JAPAN TOP Composers of the Year 2024：大森元貴